# Anthyperythra caladsaota
Anthyperythra caladsaota là một loài bướm đêm trong họ Geometridae.